# Garruchos (Argentina)
Garruchos es una localidad y municipio argentino, situada en el departamento Santo Tomé de la provincia de Corrientes. Se halla sobre la margen derecha del río Uruguay, a la altura del km 869 de dicho río. El límite con la provincia de Misiones se halla a menos de 10 km.
Su área se encuentra dentro de la proyectada represa de Garabí. En la costa brasileña de río Uruguay frente a Garruchos se halla su homónima brasileña, con la que comparten fuertes vínculos económicos y culturales. El área urbana abarca unas 40 manzanas.

## Vías de comunicación
La principal vía de acceso es la ruta provincial 94, que la vincula al oeste con la localidad de Garaví y al este con la localidad Azara, en la provincia de Misiones.

## Historia
La localidad tuvo su origen como punto de paso de mercaderías de la zona de San Borja (Brasil) hacia el Paraguay, tras un decreto del gobernador Pedro Ferré que permitía el comercio de paso bajo el pago de un canon del 2% de lo transportado. No obstante, por la hostilidad con el Paraguay el acuerdo se cortó y el puerto siguió utilizándose pero sin un marco legal.
El 27 de septiembre de 1877, bajo el gobierno de José Luis Madariaga se creó por Ley el pueblo de Garruchos. El mismo comenzó a recibir los primeros inmigrantes polacos y ucranianos en 1897, por la política inmigratoria del Gobernador Juan José Lanusse en el vecino Territorio Nacional de Misiones que otorgó lotes en las zonas vecinas del mencionado Territorio. El 31 de marzo de 1897 se creó la delegación de la Prefectura Naval Argentina.
En 1920 fue reconocida la Comisión de Fomento.

## Infraestructura
Cuenta con edificios de la Municipalidad de Garruchos, Policía de la provincia de Corrientes comisaría Garruchos, Registro Civil, Rentas de la Provincia, Correo Argentino], Prefectura Naval Argentina, escuela primaria Alejo Camilo López, colegio secundario José Fioravanti Scotto, E.P.J.A Nro 44, centro de salud Garruchos, capilla de San Juan Bautista, Iglesia Evangélica Asamblea de Dios, Iglesia Cuadrangular Puerta del Cielo y dos instituciones deportivas (Juventus Fútbol Club y Club Atlético Garruchos).

## Población
Cuenta con 803 habitantes (Indec, 2010), lo que representa un incremento del 1,9% frente a los 788 habitantes (Indec, 2001) del censo anterior.
| Gráfica de evolución demográfica de Garruchos entre 1991 y 2010 |
|                                                                 |
| Fuente: Censos nacionales del INDEC                             |